# Surista
Surista (łac. Diocesis Suristensis) – stolica historycznej diecezji w Cesarstwie rzymskim, w prowincji Mauretania Sitifense, zlikwidowana w VII w. podczas ekspansji islamskiej, współcześnie w północnej Algierii. Obecnie katolickie biskupstwo tytularne.

## Biskupi
| Lp. | Biskup                  | Funkcja                                          | Od                | Do                |
| --- | ----------------------- | ------------------------------------------------ | ----------------- | ----------------- |
| 1   | Oscar Zanera            | biskup pomocniczy diecezji rzymskiej (Włochy)    | 11 lutego 1966    | 19 grudnia 1980   |
| 2   | Daniel Ryan             | biskup pomocniczy Joliet w Illinois (USA)        | 14 sierpnia 1981  | 22 listopada 1983 |
| 3   | William Franklin        | biskup pomocniczy Dubuque (USA)                  | 29 stycznia 1987  | 12 listopada 1993 |
| 4   | Stanisław Szyrokoradiuk | biskup pomocniczy kijowsko-żytomierski (Ukraina) | 26 listopada 1994 | 12 kwietnia 2014  |
| 5   | Krzysztof Włodarczyk    | biskup pomocniczy koszalińsko-kołobrzeski        | 7 maja 2016       | 21 września 2021  |
| 6   | Radosław Orchowicz      | biskup pomocniczy gnieźnieński                   | 26 stycznia 2022  |                   |